# Дубовець (притока Тересви)
Дубовець — річка в Україні, у Тячівському районі Закарпатської області. Ліва притока Тересви (басейн Дунаю).

## Опис
Довжина річки приблизно 8 км. Формується з багатьох безіменних струмків.

## Розташування
Бере початок на західних схилах гірської вершини Апецька. Тече переважно на захід через Вишній Дубовець і в селі Дубове впадає у річку Тересву, праву притоку Тиси. 
Річку перетинає автомобільна дорога Т 0728.